# برشاوشان صيني
برشاوشان صيني (الاسم العلمي: Adiantum sinicum) هو نوع من النباتات يتبع جنس البرشاوشان من الفصيلة الديشارية.